# Gildo Siorpaes
Gildo Siorpaes, né le 12 janvier 1938 à Cortina d'Ampezzo, est un bobeur italien.

## Biographie
Aux Jeux d'hiver de 1964 organisés à Innsbruck en Autriche, lors de sa seule participation olympique, Gildo Siorpaes est médaillé de bronze en bob à quatre avec Eugenio Monti, Benito Rigoni et son frère Sergio Siorpaes.

## Palmarès

### Jeux Olympiques
- : médaillé de bronze en bob à 4 aux JO 1964.